# 2006-os Intertotó-kupa
A 2006-os Intertotó-kupa volt az első alkalom, hogy a korábbi 11 csoportos, illetve 5 körös lebonyolítás helyett csak 3 fordulót rendeztek. A sorozat végén összesen tizenegy csapat indulhatott az UEFA-kupa 2006–07-es selejtezőiben. Közülük a legtovább eljutó csapat; a Newcastle United lett az Intertotó-kupa győztese.

## Első forduló
| 1. csapat             | Össz.                 | 2. csapat             | 1. mérk.              | 2. mérk.              |
| Déli-Mediterrán régió | Déli-Mediterrán régió | Déli-Mediterrán régió | Déli-Mediterrán régió | Déli-Mediterrán régió |
| --------------------- | --------------------- | --------------------- | --------------------- | --------------------- |
| Pobeda                | 2–4                   | Farul Constanța       | 2–2                   | 0–2                   |
| Sant Julià            | 0–8                   | Maribor               | 0–3                   | 0–5                   |
| Ethnikósz Áhnasz      | 5–4                   | Partizani Tirana      | 4–2                   | 1–2                   |
| Zrinjski              | 4–1                   | Marsaxlokk            | 3–0                   | 1–1                   |
| Középkeleti régió     |                       |                       |                       |                       |
| Kilikia Jerevan       | 1–8                   | Dinamo Tbiliszi       | 1–5                   | 0–3                   |
| Sahtyor Karagandi     | 4–6                   | MTZ-RIPO Minszk       | 1–5                   | 3–1                   |
| Nitra                 | 12–2                  | Grevenmacher          | 6–2                   | 6–0                   |
| MKT Araz Imisli       | 1–2                   | Tiraspol              | 1–0                   | 0–2                   |
| Északi régió          |                       |                       |                       |                       |
| Keflavík ÍF           | 4–1                   | Dungannon Swifts      | 4–1                   | 0–0                   |
| Dinaburg              | 2–1                   | Havnar Bóltfelag      | 1–1                   | 1–0                   |
| Tampere United        | 8–1                   | Carmarthen Town       | 5–0                   | 3–1                   |
| Narva Trans           | 1–8                   | Kalmar                | 1–6                   | 0–2                   |
| Vėtra                 | 0–5                   | Shelbourne            | 0–1                   | 0–4                   |

## Második forduló
| 1. csapat               | Össz.                 | 2. csapat                | 1. mérk.              | 2. mérk.              |
| Déli-Mediterrán régió   | Déli-Mediterrán régió | Déli-Mediterrán régió    | Déli-Mediterrán régió | Déli-Mediterrán régió |
| ----------------------- | --------------------- | ------------------------ | --------------------- | --------------------- |
| FC Sopron               | 3–4                   | Kayserispor              | 3–3                   | 0–1                   |
| Farul Constanța         | 3–2                   | Lokomotiv Plovdiv        | 2–1                   | 1–1                   |
| Zeta1                   | 1–4                   | Maribor                  | 1–22                  | 0–2                   |
| Makkabi Petah Tikvá     | 4–2                   | Zrinjski                 | 1–13                  | 3–1                   |
| Osijek                  | 2–2 (i.r.g.)          | Ethnikósz Áhnasz         | 2–2                   | 0–0                   |
| Középkeleti régió       |                       |                          |                       |                       |
| Grasshopper Club Zürich | 4–0                   | Teplice                  | 2–0                   | 2–0                   |
| FC Nitra                | 2–3                   | Dnyipro Dnyipropetrovszk | 2–1                   | 0–2                   |
| SV Ried                 | 4–1                   | Dinamo Tbiliszi          | 3–1                   | 1–0                   |
| FC Tiraspol             | 4–1                   | Lech Poznań              | 1–0                   | 3–1                   |
| FK Moszkva              | 3–0                   | MTZ-RIPO Minszk          | 2–0                   | 1–0                   |
| Északi régió            |                       |                          |                       |                       |
| Tampere United          | 3–5                   | Kalmar                   | 1–2                   | 2–3                   |
| Odense                  | 3–1                   | Shelbourne               | 3–0                   | 0–1                   |
| Lillestrøm              | 6–3                   | Keflavík ÍF              | 4–1                   | 2–2                   |
| Hibernian               | 8–0                   | Dinaburg                 | 5–0                   | 3–0                   |

1A Zeta a Szerbia és Montenegró-i labdarúgó-szövetség tagjaként jutott be a sorozatba a 2005/06-os szezon után, de már a Montenegrói labdarúgó-szövetség tagjaként vett részt.

2Az FK Partizan stadionjában, Belgrádban rendezték a mérkőzést, mert a Zeta otthona nem felelt meg az UEFA előírásainak

3Herzlijában rendezték a mérkőzést, mert a Makkabi Petah Tikvá stadionja felújítás alatt volt.

## Harmadik forduló
A tizenegy győztes indulhatott a 2006–07-es UEFA-kupa selejtezőinek a második fordulójában.
| 1. csapat             | Össz.                 | 2. csapat                | 1. mérk.              | 2. mérk.              |
| Déli-Mediterrán régió | Déli-Mediterrán régió | Déli-Mediterrán régió    | Déli-Mediterrán régió | Déli-Mediterrán régió |
| --------------------- | --------------------- | ------------------------ | --------------------- | --------------------- |
| Auxerre1              | 4–2                   | Farul Constanța          | 4–1                   | 0–1                   |
| AÉ Láriszasz          | 0–2                   | Kayserispor              | 0–0                   | 0–2                   |
| Villarreal            | 2–3                   | Maribor                  | 1–2                   | 1–1                   |
| Makkabi Petah Tikvá   | 3–4                   | Ethnikósz Áhnasz         | 0–2                   | 3–2                   |
| Középkeleti régió     |                       |                          |                       |                       |
| Grasshoppers          | 3–2                   | KAA Gent                 | 2–1                   | 1–1                   |
| Olympique Marseille   | (i.r.g.) 2–2          | Dnyipro Dnyipropetrovszk | 0–0                   | 2–2                   |
| Hertha Berlin         | 2–0                   | FK Moszkva               | 0–0^                  | 2–0                   |
| SV Ried               | 4–2                   | Tiraspol                 | 3–1                   | 1–1                   |
| Északi régió          |                       |                          |                       |                       |
| Newcastle United      | 4–1                   | Lillestrøm               | 1–1                   | 3–0                   |
| Kalmar                | 2–3                   | Twente                   | 1–0                   | 1–3                   |
| Odense                | (i.r.g.) 2–2          | Hibernian                | 1–0                   | 1–2                   |

^A mérkőzést 2006. július 16-án rendezték.
1Az UEFA-val történt egyeztetések után 2006. június 6-án, a Palermo csapatát az Olasz labdarúgó-szövetség (FIGC) visszaléptette a sorozattól. A 2006-os olasz labdarúgóbotrány miatt még nem volt hivatalos a 2005–06 szezon végeredménye a Serie A-ban. A Palermo helyett a francia Auxerre indult a sorozatban.
- h.u. – hosszabbítás után
- b.u. – büntetők után
- i.r.g. – idegenben rúgott góllal

## Továbbjutók
Indulhattak az UEFA-kupa 2006–07-es selejtezőiben.
- Newcastle United (győztes) (Nyolcaddöntő, az AZ ellen esett ki)
- Auxerre (Csoportkör, 4. lett az A csoportban)
- Grasshoppers (Csoportkör, 5. lett a C csoportban)
- Odense (Csoportkör, 4. lett a D csoportban)
- Olympique Marseille (Első forduló, a Mladá Boleslav ellen esett ki)
- Hertha Berlin (Első forduló, az Odense ellen esett ki)
- Kayserispor (Első forduló, az AZ ellen esett ki)
- Ethnikósz Áhnasz (Első forduló, a Lens ellen esett ki)
- Twente (Második selejtezőkör, a Levadia Tallinn ellen esett ki)
- SV Ried (Második selejtezőkör, a Sion ellen esett ki)
- Maribor (Második selejtezőkör, a Partizan ellen esett ki)

## Lásd még
- 2006–2007-es UEFA-bajnokok ligája
- 2006–2007-es UEFA-kupa